# Parasitaxus usta
Genre
Espèce
Statut de conservation UICN

 VU B1ab(iii,v)+2ab(iii,v); C2a(i) : Vulnérable
Parasitaxus usta (le bois-corail et  cèdre rabougri) est une espèce d'arbustes conifères de la famille des Podocarpaceae. Cette espèce endémique de Nouvelle-Calédonie est le seul représentant du genre Parasitaxus.
Cet arbuste qui vit dans la forêt de Nouvelle-Calédonie en parasitant un autre conifère endémique, Falcatifolium taxoides, est le seul cas connu de parasitisme chez les gymnospermes.

## Description
C'est un arbuste ou un arbrisseau au port dressé, pouvant atteindre 1,5 m de haut, mais ne dépassant pas généralement 1 m.
Ses feuilles violettes, en forme de petites écailles plus ou moins triangulaires, imbriquées, disposées en spirale et décurrentes, mesurent de 2 à 3 mm de long sur 1 à 2 mm de large. Elles lui donnent des airs de cèdre ou bien de corail, d'où ses noms vernaculaires.
Il est remarquable par son absence de racines ; il utilise en effet celles de son hôte auxquelles il est accroché.

## Distribution et habitat
L'aire de répartition de Parasitaxus usta est constituée de stations dispersées dans l'île de la Grande Terre, avec une plus grande densité dans la montagne des Sources et dans la chaîne de montagne culminant au mont Panié dans le nord de l'île.
On le trouve entre 100 mètres et 1000 mètres d'altitude dans la forêt primaire à la canopée fermée. Recherchant plutôt l'ombre, c'est une espèce menacée par la déforestation.

## Taxinomie
Il a été découvert et décrit pour la première fois en 1861 par Eugène Vieillard, sous le nom de Dacrydium ustus. Il fut ensuite classé dans le genre Podocarpus sous le nom de Podocarpus ustus. Il faisait partie de la section Microcarpus, l'une des 8 sections des Podocarpes décrites par Buchholz et Gray en 1948.
Il fut ensuite classé dans un genre à part, Parasitaxus, parce qu'il était l'un des seuls à avoir des feuilles en forme d'écailles imbriquées et le seul à être parasite.
La relation entre le genre Parasitaxus et les autres genres de la famille des Podocarpacées reste discutée. On a d'abord pensé qu'il devait être proche de son hôte, Falcatifolium taxoides, en raison du mode de parasitisme qui implique toujours une greffe de racines, ce qui semble demander une certaine proximité taxonomique.
Cependant, sur base de l'examen de la micromorphologie de la cuticule, il semble être plus proche d'un sous-groupe de genres anciennement regroupés dans le genre Dacrydium, à savoir les genres Manoao, Halocarpus, Lepidothamnus et Lagarostrobos ; tandis que le genre Falcatifolium, lui, est plutôt proche du genre Dacrydium actuel.
D'autres recherches, sur base morphologique et moléculaire, tendent à confirmer ce point de vue, et à le rapprocher en particulier de Manoao et de Lagarostrobos.

### Synonymes
Selon Catalogue of Life (17 octobre 2014)
- Dacrydium ustum Vieill. ;
- Nageia usta (Vieill.) Kuntze ;
- Podocarpus ustus (Vieill.) Brongn. & Gris.

## Parasitisme
Le parasitisme de Parisitaxus usta ne ressemble pas au parasitisme rencontré chez les angiospermes et pourrait plutôt s'apparenter à une mycohétérotrophie.
Parasitaxus usta s'attache à son hôte, Falcatifolium taxoides, conifère de la même famille qui peut atteindre 15 m de haut, au niveau des racines ou à la base du tronc. La liaison, en l'absence d'haustorium, se fait par une sorte de greffe, par un tissu racinaire ligneux qui s'insère sous l'écorce et se déploie dans la couche de cambium de l'hôte.
Un troisième partenaire intervient dans cette relation : il s'agit d'un champignon du genre Monochaetia qui forme des mycorhizes dans les racines de l'arbre hôte et envahit les tissus des deux conifères sans effet pathogène apparent. 
Ce champignon semble être indispensable pour assurer la germination des graines de Parasitaxus usta et pour le transfert de certains métabolites entre l'hôte et le parasite, comme l'a démontré une étude réalisée à l'aide d'un isotope du carbone,.
Parasitaxus usta est certainement un parasite, mais la relation physiologique avec l'hôte diffère de tous les cas connus chez les Angiospermes, qu'il s'agisse de parasites mycohétérotrophes ou d'holoparasites.

## Vulnérabilité
Parasitaxus usta est classé depuis 2010 comme espèce vulnérable dans la liste rouge de l'Union internationale pour la conservation de la nature (UICN).
L'espèce est menacée par la destruction de son habitat, lié à la forêt primaire,  au mont Paéoua du fait de l'expansion des activités minières et dans d'autres parties de son aire de répartition par les incendies et le développement de la fréquentation touristique.

## Utilisation
Cet arbuste n'a aucune utilisation connue et les tentatives de l'acclimater dans des jardins botaniques ont toujours échoué.
C'est une plante sacrée pour les Canaques.